# Albino Gonçalves Meira

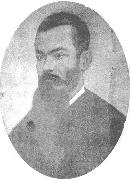
Albino Gonçalves Meira

Albino Gonçalves Meira (Pilar, 10 de março de 1850 — Recife, 10 de junho de 1908) foi um político e escritor brasileiro. Foi nomeado presidente de Pernambuco em 1890, teve uma passagem breve pelo governo, deixando-o ainda no mesmo ano que assumiu o cargo, assim como seu sucessor, Ambrósio Machado da Cunha Cavalcanti.
Iniciou o curso primário na Escola do professor Demétrio Toledo, em Pilar, e concluiu no Colégio de Itabaiana. Fez o secundário no Liceu Paraibano e bacharelou-se em Direito pela Faculdade do Recife, em 1875.